# Kościół św. Wawrzyńca w Dolistowie

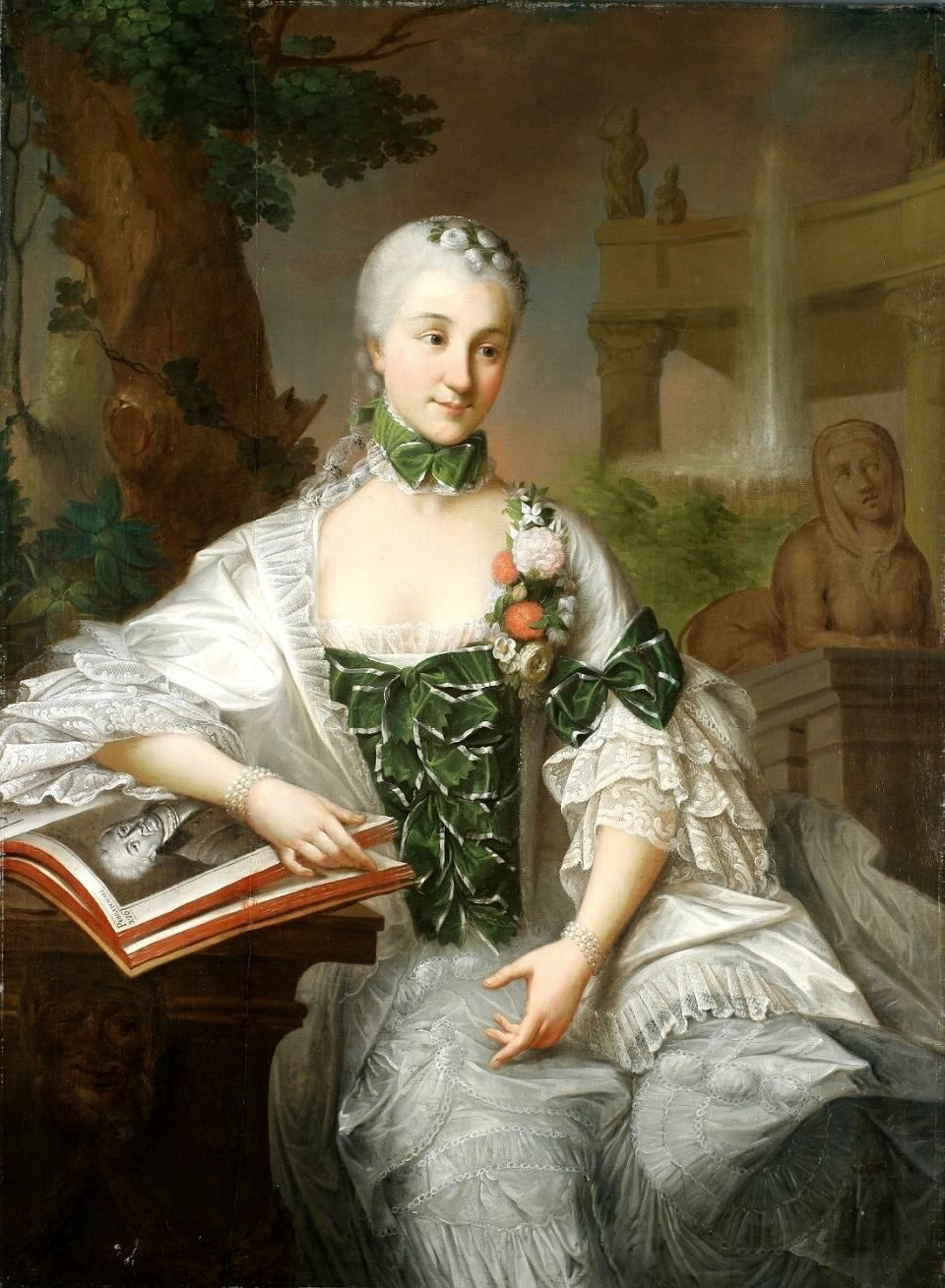
Izabella z Poniatowskich Branicka, fundatorka kościoła

Kościół pw. św. Wawrzyńca w Dolistowie – rzymskokatolicki kościół położony w metropolii białostockiej w Dolistowie. Jest on siedzibą parafii należącej do dekanatu Knyszyn położonego w archidiecezji białostockiej.

## Historia

### Pierwszy kościół
Dolistowo jest też najstarszą mazowiecką osadą ludzką wspominaną pod nazwą "Targowisko" leżącą nad rzeką Biebrzą, u ujścia rzeki Netty posiadającą obiekt sakralny. Wyraźnym odsyłaniem do benedyktyńskiej misji chrystianizacyjnej, którą prowadził na tych terenach mnich św. Brunon z Kwerfurtu jeszcze przed rokiem 1009 na życzenie Bolesława Chrobrego jest wezwanie kościoła - św. Wawrzyńca w Dolistowie. 
Trudno jest ustalić początki parafii w Dolistowie. Wiadomo, że za czasów króla Kazimierza Jagiellończyka (zmarł w 1492) istniał już kościół w Dolistowie, gdyż 18 września tego roku w swoim dokumencie wymienia Dolistowo wśród parafii, których patronat przekazuje biskupowi wileńskiemu Wojciechowi Taborowi. Parafia w Dolistowie została oficjalnie erygowana 6 lutego 1500 r. Pierwszym proboszczem został ks. kanonik Stanisław Dąbrówka i wtedy to drewniana kaplica pw. św. Stanisława BM została przemieniona na kościół parafialny pw. św. Wawrzyńca diakona i męczennika. Inne źródła wymieniają, że pierwszym proboszczem dolistowskim był ks. Jakub, który zmarł w roku 1506. W roku 1663 ks. Tomasz Moniuszko ufundował w kościele dolistowskim altarię z ołtarzem Najświętszej Maryi Panny.

### Obecny kościół
Na budowę nowego kościoła murowanego w Dolistowie testamentem z roku 1645 przeznaczyła fundusze Aleksandra Wiesiołowska, starościna tykocińska. Fundacja ta jednak nie została zrealizowana. Kolejny właściciel miejscowych dóbr Jan Klemens Branicki zamierzał zbudować świątynię w Dolistowie także bezskutecznie. Kościół pod wezwaniem św. Wawrzyńca zbudowany został z kamienia polnego w latach 1789–91. Fundatorami tego kościoła byli: hetmanowa Izabella Branicka z Poniatowskich i proboszcz ks. Krzysztof Kapica. Świątynia została zbudowana według projektu Jana Bogumiła Zsczerniga, porucznika i architekta będącego na usługach Izabelli Branickiej. Konsekracji kościoła dokonał bp Piotr Toczydłowski 23 października 1791 r. 
Obok kościoła stoi dzwonnica, zbudowana z kamieni w 1803. W latach 70 XX wieku został przeprowadzony gruntowny remont wnętrza.

## Wyposażenie
W ołtarzu głównym kościoła wielką czcią jest otoczony krucyfiks pochodzący z XVIII wieku. Pod krzyżem znajduje się obraz Matki Bożej Pocieszenia namalowany w stylu rokoko (XVIII w). W bocznym ołtarzu znajduje się barokowy obraz Matki Bożej Różańcowej (także z XVIII w). Wszystkie obrazy ołtarzowe do tego kościoła namalował Antoni Herliczka z Białegostoku.

## Duszpasterstwo

### Księża
Aktualnie posługę duszpasterską w kościele sprawują:
- proboszcz - ks. Adam Sokołowski - proboszcz
- wikariusz - ks. Wojciech Stupak - wikariusz

## Odpust parafialny
10 sierpnia - św. Wawrzyńca